# César Carballo
César Carballo Cardona (Madrid, España, 1972) es un médico español, adjunto del servicio de urgencias del Hospital Universitario Ramón y Cajal y vicepresidente de la Sociedad Española de Medicina de Urgencias y Emergencias (SEMES) de Madrid. Colaborador prolífico de programas de televisión desde el inicio de pandemia de COVID-19 en España, ha sido llamado por el Huffington Post y 20minutos uno de los especialistas médicos y divulgadores más mediáticos de la crisis.

## Biografía
Licenciado en medicina por la Universidad de Alcalá, Carballo se especializó en Medicina Familiar y Comunitaria en el Hospital Universitario Doce de Octubre, adquiriendo una serie de másteres en la materia. Ha circulado por los servicios de urgencias de varios hospitales de la comunidad de Madrid, entre ellos La Paz, Infanta Sofía y Ramón y Cajal, el último de los cuales con especial notabilidad. En 2014, se convirtió en vicepresidente de SEMES Madrid. En 2019 protagonizó una situación polémica al ser cesado de su puesto de coordinador en el Hospital La Paz sin haber cumplido su período de tiempo reglamentario, situación que SEMES denunció como producto de irregularidades adicionales en el centro. Antes de su destitución, el facultativo había solicitado recursos humanos para cubrir los meses de verano.
A principios de 2020, Carballo inició apariciones televisivas nacionales como parte de los expertos invitados al programa de Cuatro Cuarto Milenio, abordando para Iker Jiménez la situación del comienzo de la pandemia de COVID-19. El propio programa, en el que se vertieron pronósticos posteriormente reconocidos sobre la evolución de la pandemia, dejaría de emitirse en marzo del mismo año a causa de la situación, uniéndose entonces Carballo a Milenio Live y La Estirpe de los Libres, programas de YouTube con los que Jiménez reemplazó su actividad en cadena. El médico participaría de nuevo en el episodio de retorno de Cuarto Milenio en septiembre, y más tarde entraría a formar parte de un monográfico semanal también presentado por Jiménez, Horizonte: Informe Covid, en Telecinco (más tarde en Cuatro). Durante el transcurso del cese, se incorporó también al elenco habitual de otros medios no vinculados, entre ellos La Sexta Noche en La Sexta y Espejo Público en Antena 3.
Carballo se destacó rápidamente por su postura habitual, muy crítica hacia la gestión de la pandemia por parte del Gobierno de España, llegando a pedir la dimisión del director de Centro de Coordinación de Alertas y Emergencias Sanitarias, Fernando Simón, en una de sus primeras intervenciones en La Sexta Noche en noviembre.
El mismo mes, presentó en Horizonte un protector labial comercializado por él, FreeLips, diseñado para evitar la transmisión del virus por las superficies de los vasos. La audiencia del programa se mostraría dividida, captado el interés de unos y la crítica de otros, aunque la demanda virtual del producto en las próximas horas resultó tal que su página web quedó colapsada.
El 13 de enero de 2021, Carballo fue uno de los primeros sanitarios en recibir la vacuna contra el coronavirus desarrollada por Pfizer, subiendo a Twitter un vídeo de su administración y animando a sus seguidores a hacerlo, no sin criticar de nuevo el proceso gubernamental de la vacunación. Sólo dos días después, Carballo se vio envuelto en una polémica en Twitter con un miembro del comité científico de gobierno de Canarias, Lluís Serra, que acusó a Carballo de afirmar con desconocimiento en la materia de salud pública, a lo que siguió una respuesta del facultativo recordando su experiencia explícita en dicha área. Con el tiempo, otros profesionales médicos criticarían también a Carballo por su prodigalidad en los medios de comunicación.
En octubre del año siguiente, durante la erupción volcánica de La Palma, la polémica del facultativo resurgió con sus intervenciones en Horizonte sobre los problemas respiratorios generados por el volcán, atrayendo nuevas acusaciones de trasponer los límites de su especialidad. Contribuyó la viralización de una captura de pantalla en la que el programa parecía rotularle como vulcanólogo, la cual resultó ser un fotomontaje.

## Libros
- Adelante: Solo existe el futuro. Y es nuestro. (Editorial Aguilar, 2020) (coautor junto con José María Gay de Liébana, Yayo Herrero, Mamen Mendizábal y Ainara Zubillaga)
- Desde la trinchera (Editorial Aguilar, 2021)

## Actividad mediática

### Televisión
- Cuarto Milenio (2020-2023), en Cuatro.
- Horizonte (2020-2023), en Telecinco y posteriormente Cuatro.
- La Sexta Noche (2020-2023), en La Sexta.
- El programa de AR (2020-2023), en Telecinco.
- Espejo Público (2020-2023), en Antena 3.
- Al rojo vivo (2021-2023), en La Sexta.
- Liarla Pardo (2021-2023), en La Sexta.
- 120 minutos (2021-2023), en Telemadrid.
- Está pasando (2021-2023), en Telemadrid.
- Más Vale Tarde (2021-2023), en La Sexta.
- La Roca (2021-2023), en La Sexta.

### Internet
- Milenio Live (2020-2021), en YouTube y Mtmad.
- La Reunión Secreta (2020-presente), en YouTube.
- La Estirpe de los Libres (2020-2023), en YouTube.